# Terville Florange Olympique Club
Maillots
Actualités
Le Terville Florange Olympique Club est un club français de volley-ball féminin basé à Terville (Moselle), qui évolue dans le championnat de France de Ligue A (1er niveau national).

## Historique
- 1993 : fusion des clubs de volley-ball de Terville et de Florange, création de Terville Florange Olympique Club
- 1996 : l'équipe féminine accède en Nationale 3
- 1999 : accession en Nationale 2
- 2002 : accession en Nationale 1
- 2007 : accession en Pro AF
- 2010 : l'équipe termine dernière de Ligue A et descend en Division Excellence Féminine
- 2011 : Champion de France de DEF
- 2013 : Champion de France de DEF, Vainqueur de la Coupe de France fédérale et accession en Pro AF
- 2019 : Champion de France Elite Féminine, Vainqueur de la Coupe de France fédérale et accession en Pro AF

## Palmarès
- Championnat de France de Nationale 2
  - Vainqueur : 2002, 2005
- Championnat de France de Nationale 1
  - Vainqueur : 2007
- Championnat de France de DEF, Elite Féminine
  - Vainqueur : 2011, 2013, 2019
- Coupe de France amateur (2) :
  - Vainqueur en 2013, 2019.

## Effectifs

### Saison 2024-2025
| No                                      | Nom                                     | Date de naissance                       | Taille                         | Poids                          | Poste                          |
| --------------------------------------- | --------------------------------------- | --------------------------------------- | ------------------------------ | ------------------------------ | ------------------------------ |
| 1                                       | Karolína Fričová (de)                   | 29 avril 2000                           | 181                            | 69                             | Réceptionneuse-attaquante      |
| 2                                       | Manon Louessard                         | 20 juin 2003                            | 186                            | N/C                            | Centrale                       |
| 3                                       | Laura Bikok                             | 20 août 2007                            | N/C                            | N/C                            | Passeuse                       |
| 4                                       | Alexandra Hadrych                       | 15 janvier 2000                         | 185                            | N/C                            | Réceptionneuse-attaquante      |
| 5                                       | Corina Glaab (de)                       | 25 mai 2000                             | 179                            | N/C                            | Passeuse                       |
| 6                                       | Justine Chéreau                         | 23 octobre 1999                         | 180                            | 63                             | Passeuse                       |
| 7                                       | Saana Lindgren                          | 29 janvier 2000                         | 188                            | 77                             | Attaquante                     |
| 12                                      | Biamba Kabengele                        | 19 novembre 2001                        | 183                            | N/C                            | Réceptionneuse-attaquante      |
| 14                                      | Tatiana Kulikova                        | 21 novembre 1993                        | 190                            | 79                             | Centrale                       |
| 17                                      | Sarah Coulet                            | 17 avril 2006                           | 180                            | N/C                            | Libero                         |
| 18                                      | Gloria Taofifenua                       | 7 octobre 2003                          | 188                            | N/C                            | Attaquante                     |
| 19                                      | Elitsa Velinov                          | 29 novembre 2004                        | 186                            | 67                             | Réceptionneuse-attaquante      |
| 20                                      | Cassie Messein                          | 5 mars 2002                             | 162                            | N/C                            | Libero                         |
| 21                                      | Megan Wilson1                           | 4 octobre 2002                          | 193                            | N/C                            | Réceptionneuse-attaquante      |
| 22                                      | Aliyah Carter1                          | 2 mai 2002                              | 175                            | N/C                            | Réceptionneuse-attaquante      |
| 42                                      | Karson Bacon                            | 10 avril 2000                           | 193                            | N/C                            | Centrale                       |
|                                         |                                         |                                         |                                |                                |                                |
| Encadrement technique                   | Encadrement technique                   |                                         | Légende                        | Légende                        | Légende                        |
| Entraîneur : Romain Pitou               | Entraîneur : Romain Pitou               | Entraîneur : Romain Pitou               | : Capitaine                    | : Capitaine                    | : Capitaine                    |
| Entraîneur(s) adjoint(s) : Martin Hroch | Entraîneur(s) adjoint(s) : Martin Hroch | Entraîneur(s) adjoint(s) : Martin Hroch | : Joueuse blessée actuellement | : Joueuse blessée actuellement | : Joueuse blessée actuellement |

1 joueuse ayant rejoint le club en janvier 2025.

## Joueuses majeures
- Anne Neu (1999–2013)
- Vanessa Bonacossi (2008–2013)
- Polina Bratuhhina-Pitou (2009–2022)
- Mariam Sidibé (2012–2024)

## Historique du logo

Logo de ? à ?.